# Eucharassus
Eucharassus is een kevergeslacht uit de familie van de boktorren (Cerambycidae). De wetenschappelijke naam van het geslacht werd voor het eerst geldig gepubliceerd in 1885 door Bates.

## Soorten
Eucharassus omvat de volgende soorten:
- Eucharassus bicolor Melzer, 1934
- Eucharassus chemsaki Monné M. L., 2007
- Eucharassus confusus Galileo & Martins, 2001
- Eucharassus dispar Bates, 1885
- Eucharassus flavotibiale Galileo & Martins, 2001
- Eucharassus hovorei Monné M. L., 2007
- Eucharassus lingafelteri Monné M. L., 2007
- Eucharassus nevermanni Melzer, 1934
- Eucharassus nigratus Martins & Galileo, 2009
- Eucharassus nisseri Aurivillius, 1891
- Eucharassus wappesi Monné M. L., 2007